# Herczegh Miklós
Herczegh Miklós (Komárom, 1919. május 3. – Budapest, 1976. október 19.) ortopéd sebész, orvos alezredes.

## Élete
Herczegh István (1893–1963) számvevőségi főtanácsos és Mészáros Sarolta (1896–1977) fiaként született. A Komárnói Szent Benedek-rendi Katolikus Magyar Gimnáziumban érettségizett (1937).
1943. június 26-án a budapesti Pázmány Péter Tudományegyetemen avatták orvosdoktorrá. 1947 és 1949 között a Nyomorék Gyermekek Otthonának sebész és ortopéd sebész alorvosa volt.
1949 és 1956 között a Magyar Néphadsereg hivatásos orvostisztjeként szolgált, illetve a Központi Honvédkórház traumatológiai osztályán működött, majd az ortopéd osztályt vezette. 1951–1952-ben a koreai Magyar Hadikórház ortopédosztályának vezetője volt.  Orvos alezredesként szerelt le 1956-ban.
1957-től haláláig a Heim Pál Gyermekkórház Gyermekortopéd Osztályának osztályvezető főorvosaként dolgozott.
Tagja volt az Országos Orthopaediai Intézet szakmai kollégiumának és a Magyar Orthopaed Társaság vezetőségének.

### Családja
Házastársa 1944-től Károlyi Márta orvos, az ORFI adjunktusa. Két gyermekük született (Miklós és András).

## Művei
- Perthes műtét n. radiális bénulásnál. (Honvédorvos, 1952, 9.)
- Két sikeres Krukenberg-műtét esete. (Honvédorvos, 1952, 10.)
- A derékfájás katonaorvosi jelentősége. – Lőtt törések velőűr szegezése. Loványi Istvánnal. – Combtörések kezelése háborús körülmények között. (Katonaorvosi Szemle, 1953)
- Adatok a kéztőcsontok sérülésének kórismézéséhez és kezeléséhez. (Katonaorvosi Szemle, 1954)
- Osteoid osteoma. (Magyar Sebészet, 1956)
- A munkába állítás kérdései a térdízület lágyrészsérülései után. János Györggyel. – Bokatáji sérültek munkába állításának kérdései. János Györggyel. (Katonaorvosi Szemle, 1956)
- Újabb elvek az álízület kezelésében. (Katonaorvosi Szemle, 1956, 2.)
- Letokolt lágyrészgócból kialakult gonitis tuberculosa két esete. (Katonaorvosi Szemle, 1956, 6.)
- Traumás eredetű myositis ossificans a m. iliopsoasban. (Honvédorvos, 1959, 1.)
- Segítsünk a gyermekek rendellenes tartásán, mozgásán! (Törődjünk egészségünkkel! Budapest, 1959)
- A világrahozott csípőficam kezelése acélsínnel kombinált gipszkötéssel. (Orvosi Hetilap, 1960. 45.)
- A térdízület fedett lágyrészsérülései. Monográfia és benyújtott kandidátusi értekezés is. (Budapest, 1961)
- Világrahozott csípőficam szűrővizsgálata. (Orvosi Hetilap, 1962. 24.)
- Az eosinphilsejtes granulómáról. Horváth Györggyel, Király Lászlóval. (Gyermekgyógyászat, 1962)
- Az ép és dysplasiás csípőízület csecsemőkori fejlődésének összehasonlítása. Valády Annával. (Orvosi Hetilap, 1964. 37.)
- A világrahozott dongaláb pathológiája és konzervatív kezelése. (A mozgásszervek sérüléseinek, megbetegedéseinek konzervatív és műtéti kezelése. Az 1967. okt. 4–7-i Traumatológiai, Ortopédiai és Rheumatológiai Jubileumi Vándorgyűlés előadásai. Szerk. Bankó László, Illyés Zsigmond. Budapest, 1967).
- A proximalis femur-vég fejlődési és növekedési zavarai. (Traumatológia, 1971, 14.)
- Azonos oldali combnyak- és comb-diaphysis törésgyermekkorban. (Traumatológia, 1972, 15.)
- Rotatiós osteotomia a sípcsonton. (Magyar Traumatológia, 1973, 16.)

## Díjai, elismerései
- Magyar Népköztársasági Érdemérem arany fokozata (1952)
- Koreai Állami Zászlórend II. fokozata (1952)
- Szolgálati Érdemérem (1955)
- Érdemes orvos (1965)